# Douglas Harriman Kennedy
Douglas Harriman Kennedy (* 24. März 1967) ist ein US-amerikanischer Journalist. Er ist seit 1996 Reporter und Moderator beim Fernsehsender Fox News.

## Leben und Karriere
Douglas Harriman Kennedy ist das zehnte von elf Kindern des damaligen US-Senators und vormaligen Justizministers Robert F. Kennedy und von Ethel Kennedy und gehört damit zu einer politisch sehr einflussreichen Familie. Präsident John F. Kennedy war sein Onkel. Er wurde ein Jahr vor dem tödlichen Attentat auf seinen Vater im Georgetown University Hospital in Washington, D.C., geboren. Seinen Mittelnamen bekam er zu Ehren von W. Averell Harriman, einem engen Freund der Familie, der 1963–1965 im US-Außenministerium Under Secretary of State for Political Affairs war. Kennedy heiratete am 22. August 1998 in Nantucket, Massachusetts, Molly Elizabeth Stark, die Tochter von Sharon Ellen Wing und John Sherwood Stark.
Nachdem Kennedy die Georgetown Preparatory School und Brown University besuchte, startete er seine Karriere als Printjournalist bei den Zeitschriften The Nantucket Beacon und später bei der New York Post. Als investigativer Reporter für die New York Post führte Kennedy das erste Interview mit dem Officer, der den mutmaßlichen Täter Timothy McVeigh nach dem Bombenanschlag auf das Murrah Federal Building in Oklahoma City festnahm. Darauf folgten eine Vielzahl anderer Artikel über das Gesundheitswesen und Metropolregionen.
1996 schloss er sich dem Fox News Channel an und moderierte die Sendung Douglas Kennedy's American Stories. Während seiner Zeit bei Fox News berichtete er über die Präsidentschaftswahlen von 1996, 2000 und 2004 sowie über den Hurrikan Katrina.
Während er 2006 als Korrespondent für die Fox News Sendung The Big Story arbeitete, äußerte er sich zu der Kontroverse darüber, ob die Aufzeichnungen der letzten Momente Steve Irwins ausgestrahlt werden sollten. Dabei berichtete er, dass er und seine Geschwister damit aufwachsen mussten immer wieder Videos von dem Tod ihres eigenen Vaters zu sehen. Seiner Meinung nach sei es in diesem Fall unnötig und sehr geschmacklos.
Am 20. November 2012 wurde Kennedy von den Vorwürfen der körperlichen Belästigung und Kindesgefährdung, die im Zusammenhang mit einer Auseinandersetzung mit zwei Krankenschwestern am 7. Januar 2012 im Northern Westchester Hospital in Mount Kisco, New York, standen, freigesprochen. Der Vorfall ereignete sich nur zwei Tage nach der Geburt seines Sohnes. Er versuchte das Kind aus der Entbindungsstation zu nehmen, woraufhin ihm zwei Krankenschwestern mitteilten, dass dies gegen die Richtlinien verstoßen würde. Die Krankenschwestern behaupteten er habe sie daraufhin angegriffen. Außerdem ermittelte auch die Kinderschutzbehörde New Yorks gegen Kennedy, fand allerdings keine Zeichen von Missbrauch und erklärte die Vorwürfe somit für unbegründet.